# Essen-Hügel
Essen-Hügel – przystanek kolejowy w Essen, w kraju związkowym Nadrenia Północna-Westfalia, w Niemczech. Według klasyfikacji Deutsche Bahn posiada kategorię 5. Znajdują się tu 2 perony. Przystanek znajduje się nad jeziorem Baldeneysee na trasie szybkiej kolei S-Bahn z Essen Hauptbahnhof do Kolonii Nippes przez Düsseldorf (linia S 6).